# Рижова Ольга Петрівна
Рижова Ольга Петрівна — українська науковиця, доктор технічних наук, професор, проректор Український державний університет науки і технологій з науково-педагогічної роботи, рекламно-інформаційної діяльності та комунікацій.

## Біографія
У 1981 році закінчила Дніпропетровський хіміко-технологічний інститут за спеціальністю «Хімічна технологія скла і ситалів». 
У 1987 році захистила кандидатську дисертацію на тему «Малокобальтові грунтові емалі для сталі» за спеціальністю 05.17.11 – технологія тугоплавких неметалічних матеріалів.
У 2020 році захистила докторську дисертацію на тему «Наукові основи технології кольорових екологічно безпечних склоемалей».
У 2023 році отримала вчене звання професора.

## Наукові інтереси
- Дослідження закономірностей формування кольору емалевих покриттів і розробка методів прогнозування їх оптико-колірних характеристик.
- Синтез ювелірних та художніх стекол без вмісту оксидів свинцю.
- Розробка покриттів для кольорових металів на основі екологічно безпечних матеріалів.

## Публікації
Ольга Петрівна є авторкою понад 70 наукових публікацій, включно зі статтями, тезами доповідей на конференціях та патентами. 
Є співавтором навчального посібника з грифом МОН України «Методи досліджень структур силікатів».